# 狭間町 (名古屋市)
狭間町（はざまちょう）は、愛知県名古屋市昭和区の地名。丁番を持たない単独町名である。住居表示未実施。

## 地理
名古屋市昭和区北西部に位置する。西は鶴舞一丁目、南は山脇町、北は御器所町に接する。

## 歴史

### 町名の由来
御器所町の旧字東狭間・西狭間に由来する。御器所台地の谷狭間であることによる。

### 沿革
- 1931年（昭和6年）4月1日 - 中区御器所町の一部により、同区狭間町として成立[1]。
- 1937年（昭和12年）10月1日 - 昭和区成立に伴い、同区狭間町となる[1]。
- 1941年（昭和16年）
  - 3月15日 - 一部が北山本町に編入される[1]。
  - 8月15日 - 御器所町の一部を編入する[1]。
- 1972年（昭和47年）8月1日 - 一部が鶴舞一丁目に編入される[9]。

## 世帯数と人口
2019年（平成31年）1月1日現在の世帯数と人口は以下の通りである。
| 町丁   | 世帯数  | 人口  |
| ------ | ------- | ----- |
| 狭間町 | 288世帯 | 429人 |

## 学区
市立小・中学校に通う場合、学校等は以下の通りとなる。また、公立高等学校に通う場合の学区は以下の通りとなる。
| 番・番地等 | 小学校               | 中学校               | 高等学校 |
| ---------- | -------------------- | -------------------- | -------- |
| 全域       | 名古屋市立鶴舞小学校 | 名古屋市立北山中学校 | 尾張学区 |

## その他

### 日本郵便
- 郵便番号 : 466-0062[4]（集配局：昭和郵便局[12]）。